# Колгосп

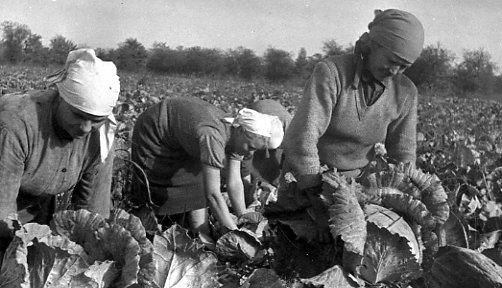
Збір урожаю капусти в колгоспі

Колго́сп (скорочення від колективне господарство) — форма сільськогосподарського підприємства на території Радянського Союзу. Створювалися здебільшого на основі існуючих садиб-фільварків, концептуально наслідуючи ідею римських латифундій.

## Історія створення колгоспів
Усуспільнення засобів виробництва та створення самих колгоспів в Українській РСР проводилося насильно з використанням каральних репресивних заходів (політика розкуркулення, депортації, висилання, ув'язнення, конфіскації майна). Здійснення колективізації призвело до скорочення поголів'я худоби в 7—8 разів та до недосіву 2,5 млн га, вилученню врожаю, чим сприяло проведенню голодомору 1932—1933 р.

Агітаційний плакат під час колективізації.

Колгоспи створювалися найчастіше силоміць, проти волі селянства в процесі здійснення політики Колективізації в СРСР, хоча відповідно до тогочасного законодавства вступ до колгоспу був добровільним. 
При вступі в колгосп у селян на користь колгоспу «усуспільнювалась» (фактично конфісковувалась) основна частина сільськогосподарського майна та землі. Селянин в колгоспі не мав права самостійно розпоряджатись своїм майном та результатами праці і він не міг вийти з колгоспу. Фактично все колгоспне майно та земля належала державі. Невдоволення та бунтівливі настрої серед селянства були викликані партійними та державними рішеннями, відповідно до яких, колгоспи були зобов'язані здавати радянській державі майже всю сільськогосподарську продукцію, а не здані державі залишки могли скеровуватися на виплату трудоднів колгоспникам. Колгоспна система радянського сільського господарства разом зі встановленими владою непомірними державними планами заготівлі сільськогосподарської продукції та залишковим принципом оплати праці колгоспників за відроблені трудодні в колгоспах була одним з механізмів масового голоду в СРСР та Голодомору в Україні в 1932-33 роках.
Економічною базою колгоспів була земля, що належала державі й була передана колгоспам у безстрокове («довічне») й безкоштовне користування, та належна їм колгоспно-кооперативна власність (засоби виробництва, грошові накопичення, вся продукція, яку вони виробляли тощо).
Колгоспи не можна порівнювати з сучасними колективними сільськогосподарськими підприємствами, члени яких мають право вільно розпоряджатися результатами праці та можуть вільно з нього вийти з власною часткою в цьому колективному сільськогосподарському підприємстві.

## Організація діяльності колгоспів
Керівництво господарства — голова колгоспу і правління — формально повинно було обиратися на загальних зборах колгоспників, що відповідно до Статуту сільськогосподарської артілі були найвищим органом керівництва колгоспу. Але їхні кандидатури (що, як правило, обирались одноголосно), рекомендували і затверджували (фактично призначали) районні чи обласні комітети компартії.
У своїй діяльності правління колгоспу повинно було керуватися Статутом колгоспу, прийнятим загальними зборами колгоспників на основі Примірного Статуту колгоспу, та чинним законодавством. Примірний Статут колгоспу був прийнятий 2-м (1935), потім 3-м Всесоюзним з'їздом колгоспників 1969. Того ж 1969 року були створені Ради колгоспів. Фактично колгоспи виконували вказівки партійної влади, не маючи права змінювати доведені владою планові показники виробництва, а також не розпоряджаючись виробленою колективом продукцією. За невиконання планових показників керівників колгоспу рішенням партійного (районного чи обласного) комітету позбавляли посади.
На 1975 рік в СРСР було 28,6 тисяч колгоспів, серед них в УРСР — понад 7,6 тисяч. На той час у колгоспах працювало 15,4 мільйонів осіб.
Колгоспи займали важливе місце в складі народного господарства Радянського Союзу. Колгоспники не мали права покинути колгосп і їм не видавали паспорт громадянина СРСР.
У колгоспах для селян була встановлена система виробітку та оплати праці, яка вимірювалася в одиницях так званих «трудоднях», які зазвичай не відповідали пропрацьованим робочим дням у колгоспі. Радянська влада вживала репресивні та адміністративні заходи щодо колгоспників Української СРР, які не могли виконати встановлену владою кількість трудоднів. Селяни були вимушені нерідко майже задарма працювати в колгоспах. Селянська праця в колгоспах за трудодні дуже нагадувала кріпацтво.
За постановою Ради міністрів СРСР від 21 квітня 1975 року N 310 колгоспникам почали видавати трудові книжки колгоспника.

## Закріпачення колгоспників
Відповідно до радянського законодавства всі селяни, по досягненні 16 років, автоматично зараховувалися у члени колгоспу з відповідним обов'язком примусової праці у колгоспі.
Відповідно до Постанови ЦВК та Раднаркому СРСР від 27 грудня 1932 року була заборонена видача паспортів сільському населенню. До 1958 року селянин міг виїхати лише отримавши довідку від голови сільради чи голови колгоспу, від яких вимагали не відпускати селян із села. Від лютого 1958 року місцевій владі було надане право видавати селянам тимчасові паспорти Таким чином 
| «Хрущов зробив велику справу — звільнив селянина від кріпацтва» [9]. Оригінальний текст (рос.) Хрущев сделал великое дело — освободил крестьянина от крепостничества. |
Право на отримання паспортів селяни отримали 1974 року, відповідно до постанови Ради міністрів СРСР № 677 від 28.08.1974.